# Elezioni parlamentari in Russia del 2016
Le elezioni parlamentari in Russia del 2016 si tennero il 18 settembre per il rinnovo della Duma di Stato, la camera bassa dell'Assemblea federale.
Al momento delle elezioni la Duma era dominata dal partito del presidente Vladimir Putin, Russia Unita, che vinse le elezioni del 2011 con il 49,32 % dei voti, ottenendo 238 seggi.
Per la prima volta nella storia, parteciparono alle elezioni i cittadini della Crimea, dopo l'annessione del 2014.
La tornata ha visto la schiacciante vittoria del partito Russia Unita con il 54,18% dei voti, che gli hanno fatto ottenere 343 seggi, superando la soglia dei 2/3 per la modifica della costituzione.
Queste elezioni hanno registrato il record storico per l'affluenza più bassa (47.88%).
Il partito del leader democratico Aleksej Naval'nyj fu escluso dalle elezioni.

## Contesto

### Quadro politico
Inizialmente le elezioni erano state pianificate per il 4 dicembre 2016. Tuttavia, nella primavera del 2015, i deputati della Duma di Stato, nella primavera hanno discusso la questione di un'anticipazione della tornata nel mese di settembre o di ottobre. Il 1 luglio 2015 la Corte Costituzionale russa ha accettato questa possibilità, poiché la Costituzione non richiede che la data delle elezioni debba essere esattamente cinque anni dopo quelle elezioni precedenti, a patto che lo spostamento non interrompesse in modo sostanziale la periodicità delle elezioni.
La limitazione del mandato dei deputati della Duma è stato insignificante (meno di un paio di mesi), inoltre lo spostamento delle date delle elezioni è stato annunciato in anticipo, in modo da dare a tutte le parti abbastanza tempo per preparare le elezioni.
Il disegno di legge per lo spostamento delle elezioni a settembre è stato approvato dalla Duma di Stato con 339 deputati a favore, 102 contrari e nessuna astensione. Il documento è stato scritto dal presidente della Duma, Sergei Naryshkin, e dai tre leader dei principali partiti presenti in parlamento: Vladimir Vasilyev (Russia Unita), Vladimir Zhirinovsky (LDPR), e Sergei Mironov (Russia Giusta). L'iniziativa di trasferire la data delle elezioni è stata osteggiata dal Partito Comunista della Federazione Russa.
Il 17 giugno 2016 il presidente Vladimir Putin ha firmato un decreto che stabiliva la data delle elezioni al 18 settembre 2016. Da quel giorno i partiti hanno avuto la possibilità di presentare le liste di candidati alla Commissione elettorale centrale della Federazione Russa (CEC) per la registrazione.
Per la prima volta dalla controversa annessione unilaterale della Crimea del 2014, gli elettori della penisola possono votare in un'elezione russa. Diversi paesi (tra i quali Stati Uniti, Canada, Regno Unito e Francia) non hanno riconosciuto la legittimità delle elezioni in Crimea.

### Liste concorrenti
|  | Logo | N.                                            | Lista |
|  | 1    | Rodina                                        |       |
|  | 2    | Comunisti di Russia                           |       |
|  | 3    | Partito Russo dei Pensionati per la Giustizia |       |
|  | 4    | Russia Unita                                  |       |
|  | 5    | Partito Ecologista Russo «I Verdi»            |       |
|  | 6    | Piattaforma Civica                            |       |
|  | 7    | Partito Liberal-Democratico di Russia         |       |
|  | 8    | Partito della Libertà Popolare                |       |
|  | 9    | Partito della Crescita                        |       |
|  | 10   | Forza Civile                                  |       |
|  | 11   | Jabloko                                       |       |
|  | 12   | Partito Comunista della Federazione Russa     |       |
|  | 13   | Patrioti di Russia                            |       |
|  | 14   | Russia Giusta                                 |       |

### Sondaggi
I sondaggi pre-elettorali hanno previsto la vittoria del partito di governo e del presidente Putin Russia Unita, seppur in calo rispetto alla tornata del 2011. I sondaggi prevedevano anche un sicuro superamento della soglia di sbarramento del 5% di 4 partiti (3 dopo l'esclusione del Partito del Progresso), mentre c'era incertezza per il partito Russia Giusta.

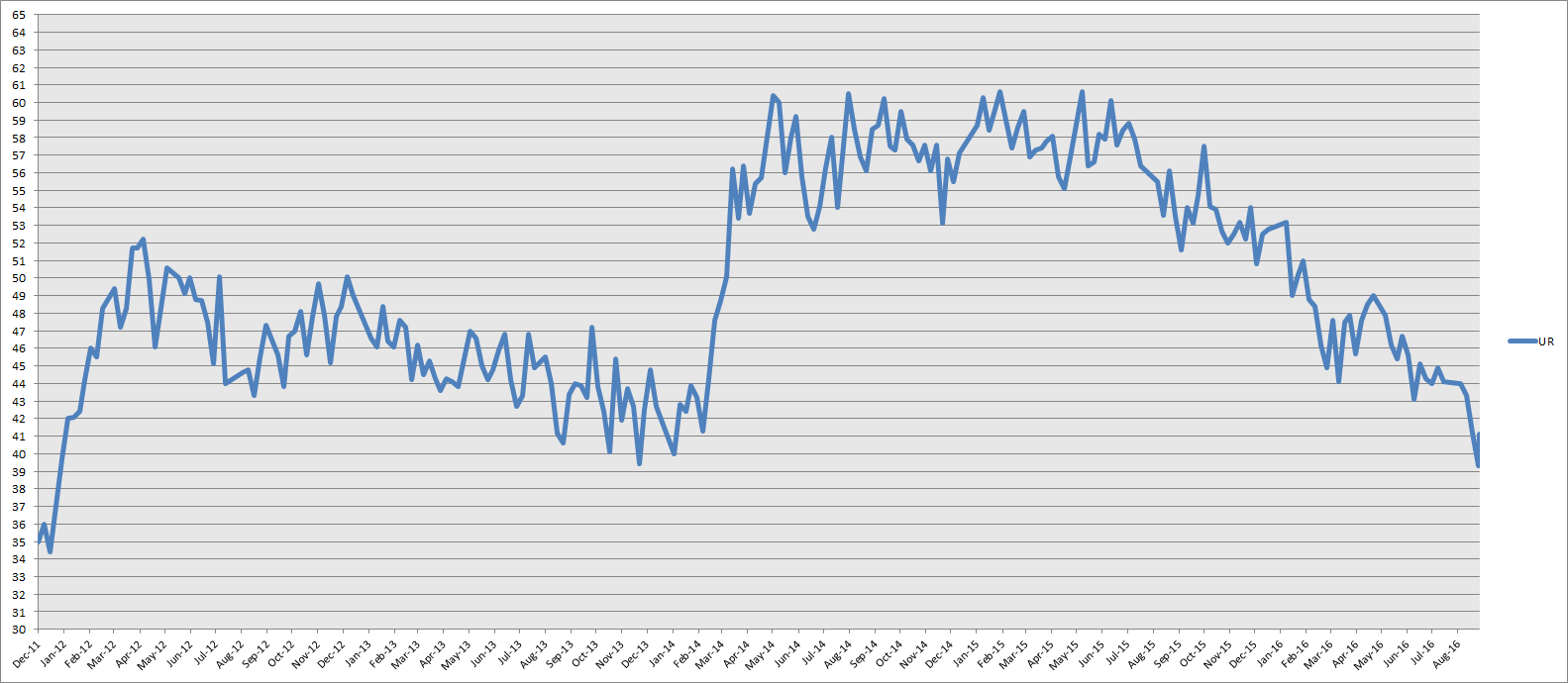
Gradimento del partito di governo Russia Unita secondo WCIOM

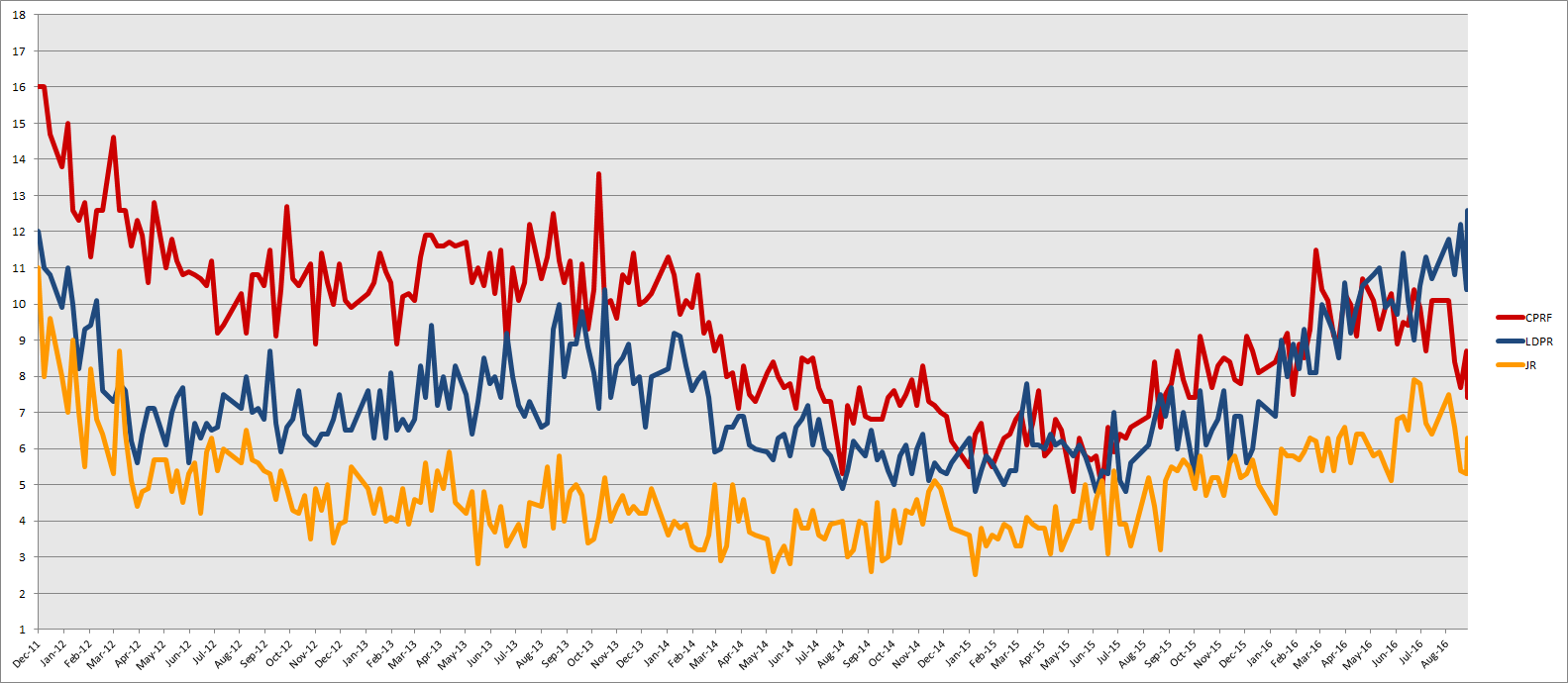
Gradimento dei principali partiti di opposizione secondo WCIOM

## Risultati
| Liste                                         | Proporzionale | Proporzionale | Proporzionale | Proporzionale | Maggioritario | Maggioritario | Maggioritario | Totale seggi |
| Liste                                         | Voti          | %             | +/-           | Seggi         | Voti          | %             | Seggi         | Totale seggi |
| --------------------------------------------- | ------------- | ------------- | ------------- | ------------- | ------------- | ------------- | ------------- | ------------ |
| Russia Unita                                  | 28.527.828    | 54,20         | 4,87          | 140           | 25.162.770    | 48,42         | 203           | 343          |
| Partito Comunista della Federazione Russa     | 7.019.752     | 13,34         | 5,85          | 35            | 6.492.145     | 12,93         | 7             | 42           |
| Partito Liberal-Democratico di Russia         | 6.917.063     | 13,14         | 1,46          | 34            | 5.064.794     | 9,75          | 5             | 39           |
| Russia Giusta                                 | 3.275.053     | 6,22          | 7,01          | 16            | 5.017.645     | 9,66          | 7             | 23           |
| Comunisti di Russia                           | 1.192.595     | 2,27          | Nuovo         | -             | 1.847.824     | 3,56          | -             | -            |
| Jabloko                                       | 1.051.335     | 1,99          | 1,44          | -             | 1.323.793     | 2,55          | -             | -            |
| Partito Russo dei Pensionati per la Giustizia | 910.848       | 1,73          | Nuovo         | -             | N.D.          | N.D.          | N.D.          | -            |
| Rodina                                        | 792.226       | 1,51          | Nuovo         | -             | 1.241.642     | 2,39          | 1             | 1            |
| Partito della Crescita                        | 679.030       | 1,29          | 0,69          | -             | 1.171.259     | 2,25          | -             | -            |
| Partito Ecologista Russo «I Verdi»            | 399.429       | 0,76          | Nuovo         | -             | 770.076       | 1,48          | -             | -            |
| Partito della Libertà Popolare                | 384.675       | 0,73          | Nuovo         | -             | 530.862       | 1,02          | -             | -            |
| Patrioti di Russia                            | 310.015       | 0,59          | 0,38          | -             | 704.197       | 1,36          | -             | -            |
| Piattaforma Civica                            | 115.433       | 0,22          | Nuovo         | -             | 364.100       | 0,70          | 1             | 1            |
| Forza Civile                                  | 73.971        | 0,14          | Nuovo         | -             | 79.922        | 0,15          | -             | -            |
| Indipendenti                                  | N.D.          | N.D.          | N.D.          | N.D.          | 429.051       | 0,83          | 1             | 1            |
| Totale                                        | 51.649.253    |               |               | 225           | 50.200.080    |               | 225           | 450          |
| Voti non validi                               | 982.596       |               |               |               |               |               |               |              |
| Totale                                        | 52.631.849    | 100           |               |               |               |               |               |              |

| Riepilogo dei seggi (+/- elezioni 2011) | Riepilogo dei seggi (+/- elezioni 2011) | Riepilogo dei seggi (+/- elezioni 2011) | Riepilogo dei seggi (+/- elezioni 2011) | Riepilogo dei seggi (+/- elezioni 2011) | Riepilogo dei seggi (+/- elezioni 2011) | Riepilogo dei seggi (+/- elezioni 2011) |
| --------------------------------------- | --------------------------------------- | --------------------------------------- | --------------------------------------- | --------------------------------------- | --------------------------------------- | --------------------------------------- |
|                                         |                                         |                                         |                                         |                                         |                                         |                                         |
| KPFR                                    | 42                                      | ▼ 50                                    |                                         | Russia Giusta                           | 23                                      | ▼ 41                                    |
| GP                                      | 1                                       | ▲ 1                                     |                                         | Indipendenti                            | 1                                       | ▲ 1                                     |
| Russia Unita                            | 343                                     | ▲ 105                                   |                                         | Rodina                                  | 1                                       | ▲ 1                                     |
| LDPR                                    | 39                                      | ▼ 17                                    |                                         |                                         |                                         |                                         |